# حلیم (فیلم)
حلیم (عربی: حليم) فیلمی در ژانر زندگینامه‌ای است که در سال ۲۰۰۶ منتشر شد. از بازیگران آن می‌توان به احمد زکی و منا زکی اشاره کرد.
این فیلم در مورد زندگی‌نامه خواننده مشهور مصر عبدالحلیم حافظ ساخته شده است.